# Benny Kohlberg
Benny Tord Kohlberg  (ur. 17 kwietnia 1954 w Arvika) – szwedzki biegacz narciarski, złoty medalista olimpijski.

## Kariera
Igrzyska olimpijskie w Lake Placid w 1980 r. były jego olimpijskim debiutem. Wraz z kolegami z reprezentacji zajął tam 5. miejsce w sztafecie. W swoim najlepszym indywidualnym starcie, w biegu na 30 km techniką klasyczną zajął 13. miejsce. Największy sukces w swojej karierze osiągnął podczas igrzysk olimpijskich w Sarajewie, gdzie wraz z Thomasem Wassbergiem, Janem Ottossonem i Gunde Svanem zdobył złoty medal w sztafecie 4 × 10 km. Na tych samych igrzyskach zajął 19. miejsce w biegu na 15 km techniką klasyczną. Na późniejszych igrzyskach już nie startował.
Nie startował na mistrzostwach świata w narciarstwie klasycznym. Najlepsze wyniki w Pucharze Świata osiągnął w sezonie 1981/1982, kiedy to zajął 16. miejsce w klasyfikacji generalnej.

## Osiągnięcia

### Igrzyska olimpijskie
| Miejsce | Dzień     | Rok  | Miejscowość | Konkurencja             | Czas biegu   | Strata       | Zwycięzca        |
| ------- | --------- | ---- | ----------- | ----------------------- | ------------ | ------------ | ---------------- |
| 13.     | 14 lutego | 1980 | Lake Placid | 30 km stylem klasycznym | 1:27:02.80 h | +3:54.76 min | Nikołaj Zimiatow |
| 17.     | 17 lutego | 1980 | Lake Placid | 15 km stylem klasycznym | 41:57.63 min | +1:41.59 min | Thomas Wassberg  |
| 5.      | 20 lutego | 1980 | Lake Placid | Sztafeta 4 × 10 km      | 1:57:03.46 h | +3:39.25 min | ZSRR             |
| 19.     | 13 lutego | 1984 | Sarajewo    | 15 km stylem klasycznym | 41:25.6 min  | +1:55.9 min  | Gunde Svan       |
| 1.      | 16 lutego | 1984 | Sarajewo    | Sztafeta 4 × 10 km      | 1:55:06.3 h  | -            | -                |

### Puchar Świata

#### Miejsca w klasyfikacji generalnej
- 1981/1982 – 16.
- 1983/1984 – 44.
- 1986/1987 – 33.

#### Miejsca na podium (od 1982 r.)
| Nr | Dzień       | Rok  | Miejscowość | Konkurencja             | Czas biegu | Pozycja | Strata | Zwycięzca |
| -- | ----------- | ---- | ----------- | ----------------------- | ---------- | ------- | ------ | --------- |
| 1. | 16 stycznia | 1982 | Le Brassus  | 15 km stylem klasycznym | ?          | 3       | ?      | Bill Koch |